# إدارة التحقيقات الجنائية

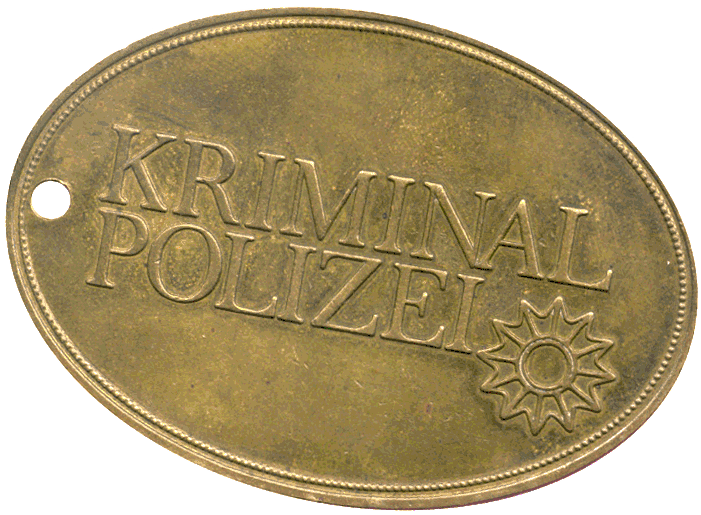
الشارة السابقة لمحقق في إدارة التحقيقات الجنائية.

إدارة التحقيقات الجنائية أو كريبو (تُلفظ بالألمانية: [ˌkrɪminaːlpoliˈt͡saɪ̯]  ( سماع)، «الشرطة الجنائية») هو المصطلح المعياري لوكالة التحقيق الجنائي داخل قوات الشرطة في ألمانيا والنمسا والكانتونات الناطقة بالألمانية في سويسرا. في ألمانيا النازية، كان Kripo قسم الشرطة الجنائية للرايخ بأكمله. اليوم، في جمهورية ألمانيا الاتحادية، تقوم شرطة الولاية (Landespolizei) بمعظم التحقيقات. وتعرف إدارة التحقيقات الجنائية التابعة لها باسم Kriminalpolizei أو بالعامية كريبو Kripo.
يُعرف القسم المكافئ للشرطة النرويجية باسم دائرة التحقيقات الجنائية الوطنية، وهو مشتق من اختصار مماثل في النرويجية.

## مؤسسة
في عام 1799، تم تعيين ستة من ضباط الشرطة في Kammergericht البروسية (المحكمة العليا للعدالة) في برلين للتحقيق في الجرائم. تم منحهم الإذن بالعمل في ملابس مدنية عند الضرورة. زاد عددهم في السنوات التالية.

## ألمانيا النازية
بعد أن تولى أدولف هتلر السلطة في يناير 1933، أصبحت Kriminalpolizei تحت سيطرة أعضاء شوتزشتافل (SS).  بدأ النازيون برنامج «التنسيق» لجميع جوانب الحياة الألمانية، من أجل تعزيز قبضتهم على السلطة.  في يوليو 1936، أصبحت إدارة التحقيقات الجنائية المركزية البروسية (Landeskriminalpolizeiamt) هي إدارة التحقيقات الجنائية المركزية في ألمانيا، وهي مكتب الأمن الرئيسي للرايخ. تم الجمع بين، جنبا إلى جنب مع شرطة الدولة السرية، Geheime Staatspolizei (غيستابو) إلى قسمين فرعيين من شرطة الأمن (سيبو).  كان رينهارد هايدريش في القيادة العامة لسيبو.   تم تعيين آرثر نيبي رئيسا لمكتب الأمن الرئيسي للرايخ، وارتبط مع هايدريش. 
في سبتمبر 1939، تم إنشاء مكتب الأمن الرئيسي لرايخ كمنظمة القيادة الشاملة لمختلف وكالات التحقيق والأمن الحكومية.  تم إلغاء سيبو رسميًا وتم ضم أقسامها إلى مكتب الأمن الرئيسي لرايخ. أصبحت Reichskriminalpolizeiamt Amt V (القسم 5)، وKriminalpolizei (الشرطة الجنائية) في مكتب الأمن الرئيسي لرايخ.  تم استبدال نيبي كقائد لكريبو في أغسطس 1944 من قبل فريدريش بانزينجر. 
تكونت Kriminalpolizei في الغالب من المحققين والوكلاء الذين يرتدون ملابس مدنية، وعملوا بالتعاون مع غيستابو، و أوردنونغسبوليزي (أوربو؛ الشرطة النظامية)، وGeheime Feldpolizei.   تم تنظيم Kripo في نظام هرمي، مع مكاتب مركزية في جميع المدن والمدن الأصغر. هذه بدورها استجابت لمكاتب المقر الرئيسي في المدن الألمانية الكبرى، والتي ردت على Amt V من مكتب الأمن الرئيسي لرايخ في برلين.  كان الكريبو مهتمًا بشكل أساسي بالجرائم الخطيرة مثل الاغتصاب والقتل زالتخريب العمد للمتلكات. وكان المجال الرئيسي لتركيز المجموعة أيضًا على «السطو» الذي يُعتبر مشكلة خطيرة أثناء غارات القصف عندما يهاجم المجرمون المنازل والمتاجر والمصانع المهجورة. كانت كريبو أحد مصادر القوى العاملة المستخدمة لملء صفوف أينزاتسغروبن والعديد من كبار قادة كريبو، آرثر نيبي من بينهم، كقادة أينزاتسغروبن. كانت وحدات القتل المتنقلة في أينزاتسغروبن نشطة في تنفيذ الحل النهائي، في المناطق التي اجتاحتها آلة الحرب النازية؛ حيث بلغت ذروتها في المحرقة. 

## بعد الحرب العالمية الثانية
في عام 1945، بدأت قوات الحلفاء المحتلة برنامجها الخاص باجتثاث النازية. كان من المفهوم أنه في دولة شمولية لا يستطيع سوى قلة من الناس المشاركة في الخدمة العامة دون أن يكونوا أيضًا أعضاء في الحزب النازي. لم يُنظر إلى عضوية الحزب وحدها على أنها أسباب كافية للإقالة، ولكن تم التحقيق في مزاعم التورط أو التواطؤ في جرائم الحرب النازية أو الجرائم ضد الإنسانية وتم الحكم على أي مسؤول شرطة مدان بالطريقة المعتادة.
ومع ذلك، شعرت قوات الحلفاء بأن سيادة القانون ستتعرض للخطر بسبب الإقالة الجماعية لمسؤولي الشرطة الذين خدموا الدولة النازية وأن الحفاظ على استمرارية قوة الشرطة المدنية إلى جانب كل مهاراتها العملية المتراكمة والتجربة، كانت الطريقة الأكثر فعالية لاستعادة الديمقراطية للشعب الألماني. وهكذا تكيفت إدارة التحقيقات الجنائية مرة أخرى مع التغييرات في الرقابة والمسائلة، وكما هو الحال مع الموظفين العموميين الآخرين، اتخذ التغيير السياسي والاقتصادي في سنوات ما بعد الحرب في خطوتها.

## سويسرا
تقع مسؤولية تنفيذ القانون والنظام في سويسرا على عاتق الكانتونات حيث تكون شرطة الكانتون (Kantonspolizei) مسؤولة عن التحقيقات. ينعكس الهيكل الفيدرالي السويسري في عدد من دوائر الشرطة الكانتونية التي يتم تنظيمها بطرق مختلفة، ولكن في الكانتونات الناطقة بالألمانية، تُعرف إدارات التحقيق الجنائي عمومًا باسم Kriminalpolizei.

### اقتباسات
1. 1 2 3 4  Williams 2001.
2. 1 2  McNab 2009.
3. ↑  Weale 2010.
4. ↑  Friedlander 1995.
5. 1 2 3 4  Weale 2012.
6. ↑  Gerwarth 2011.
7. ↑  http://polis.osce.org/countries/details.php?item_id=72#Country_Profile_Section_328 نسخة محفوظة 2014-03-13 على موقع واي باك مشين.

### قائمة المراجع
- Friedlander، Henry (1995). The Origins of Nazi Genocide: From Euthanasia to the Final Solution. Chapel Hill: University of North Carolina Press. ISBN:978-0807822081.  Friedlander، Henry (1995). The Origins of Nazi Genocide: From Euthanasia to the Final Solution. Chapel Hill: University of North Carolina Press. ISBN:978-0807822081.  Friedlander، Henry (1995). The Origins of Nazi Genocide: From Euthanasia to the Final Solution. Chapel Hill: University of North Carolina Press. ISBN:978-0807822081.
- Gerwarth، Robert (2011). Hitler's Hangman: The Life of Heydrich. New Haven, CT: Yale University Press. ISBN:978-0-300-11575-8.  Gerwarth، Robert (2011). Hitler's Hangman: The Life of Heydrich. New Haven, CT: Yale University Press. ISBN:978-0-300-11575-8.  Gerwarth، Robert (2011). Hitler's Hangman: The Life of Heydrich. New Haven, CT: Yale University Press. ISBN:978-0-300-11575-8.
- McNab، Chris (2009). The Third Reich. Amber Books Ltd. ISBN:978-1-906626-51-8.  McNab، Chris (2009). The Third Reich. Amber Books Ltd. ISBN:978-1-906626-51-8.  McNab، Chris (2009). The Third Reich. Amber Books Ltd. ISBN:978-1-906626-51-8.
- Weale، Adrian (2010). The SS: A New History. London: Little, Brown. ISBN:978-1408703045.  Weale، Adrian (2010). The SS: A New History. London: Little, Brown. ISBN:978-1408703045.  Weale، Adrian (2010). The SS: A New History. London: Little, Brown. ISBN:978-1408703045.
- Weale، Adrian (2012). Army of Evil: A History of the SS. New York: Caliber Printing. ISBN:978-0-451-23791-0.  Weale، Adrian (2012). Army of Evil: A History of the SS. New York: Caliber Printing. ISBN:978-0-451-23791-0.  Weale، Adrian (2012). Army of Evil: A History of the SS. New York: Caliber Printing. ISBN:978-0-451-23791-0.
- Williams، Max (2001). Reinhard Heydrich: The Biography, Volume 1—Road To War. Church Stretton: Ulric Publishing. ISBN:978-0-9537577-5-6.  Williams، Max (2001). Reinhard Heydrich: The Biography, Volume 1—Road To War. Church Stretton: Ulric Publishing. ISBN:978-0-9537577-5-6.  Williams، Max (2001). Reinhard Heydrich: The Biography, Volume 1—Road To War. Church Stretton: Ulric Publishing. ISBN:978-0-9537577-5-6.